# Harith Lim
Harith Lim (* 11. April 1970 in Singapur) ist ein singapurischer Dartspieler.

## Karriere
Lim begann mit 14 Jahren mit dem Dartsport. 1986 konnte er beim Winmau World Masters die Jugend-Ausgabe gewinnen. Auch in den darauffolgenden Jahren spielte Lim häufiger den WDF World Cup. Sein bestes Ergebnis war ein Einzug in die Runde der letzten 32 beim WDF World Cup 1989. Sein letzter Gegner dabei war der erste Darts-Weltmeister Leighton Rees. 1992 gewann Lim mit den Malaysian Open zum ersten Mal ein Herren-WDF-Turnier. Seitdem ist es im Steeldarts allerdings ruhiger geworden um Lim. 
In den 2010er-Jahren machte sich Lim einen Namen in der Softdarts-Szene, die in Asien deutlich größer ist als zum Beispiel in Europa.
Beim World Cup of Darts nimmt Lim regelmäßig mit Paul Lim für sein Heimatland Singapur teil. Mit diesem ist er allerdings trotz des gleichen Nachnamens nicht verwandt. Bei ihrer ersten Teilnahme 2014 gewannen die beiden das Erstrundenspiel gegen Irland. Gegen Südafrika ging es nach Paul Lims Niederlage gegen Devon Petersen und Harith Lims Sieg über Graham Filby ins entscheidende Doppel, dass die beiden Singapurer mit 3:4 verloren. Bei der Austragung ein Jahr später verloren die beiden ihr Auftaktspiel gegen Schottland mit 1:5.
Beim World Cup of Darts 2016 konnten Paul und Harith Lim ihre Niederlage gegen die Südafrikaner wieder wettmachen und zogen in die zweite Runde ein. Beiden gelang jedoch kein Sieg gegen Mensur Suljović bzw. Rowby-John Rodriguez (Hariths Gegner) aus Österreich. Im Mai 2017 kam Lim ins Finale beim Softtip Darts Live Las Vegas, verlor dieses aber gegen Alex Reyes.
Beim World Cup of Darts 2017 konnten Lim und Lim die topgesetzten Schotten aus dem Turnier werfen, daraufhin musste man gegen Spanien antreten. Harith Lim verlor zwar sein Spiel gegen Cristo Reyes, da zuvor aber Paul Lim gegen Toni Alcinas gewann ging das Spiel in ein Entscheidungsdoppel In diesem konnten die beiden mit 4:0 sich aber den Sieg holen. Im Viertelfinale hatten Lim und Lim Belgien am Rande einer Niederlage, nachdem Paul zwar gegen Kim Huybrechts verlor, Harith aber gegen Ronny Huybrechts gewann. Im Entscheidungsdoppel verloren die beiden dann aber mit 2:4.
Ein Jahr später beim World Cup siegten die beiden Lims in der ersten Runde gegen Neuseeland, bevor man in der zweiten Runde auf England traf. Paul Lim gelang dann auch ein Sieg gegen Rob Cross, Harith Lim verlor aber gegen Dave Chisnall und beide zusammen dann auch im Doppel. Später spielte sich Lim ins Finale des achten Turniers auf der PDC Asia Tour, welches er mit 1:5 gegen Lourence Ilagan verlor.
Beim World Cup of Darts 2019 sorgte man für eine ebenfalls große Überraschung, so konnte man Gerwyn Price und Jonny Clayton aus Wales bezwingen, verlor aber in der zweiten Runde gegen Seigo Asada und Haruki Muramatsu (Hariths Gegner) aus Japan.
Wegen der COVID-19-Pandemie durfte Harith Lim Singapur nicht verlasen und konnte somit nicht am World Cup of Darts 2020 teilnehmen. Beim World Cup of Darts 2021 war das Team aus Singapur aber wieder am Start und gewann in Runde eins gegen Gibraltar, beide verloren dann jedoch ihr Einzel gegen Michael van Gerwen und Dirk van Duijvenbode (Hariths Gegner) aus den Niederlanden.
Auch beim World Cup of Darts 2022 waren er und Lim am Start. Sie unterlagen jedoch bereits im Spiel eins dem Team aus Dänemark. Als World-Cup-Teilnehmer war er jedoch für die erstmalig ausgetragene PDC Asian Championship 2022 qualifiziert. Er gewann dabei sein erstes Gruppenspiel gegen Ao Ishihara, unterlag allerdings Yoshihisa Baba mit 2:5 und schied somit als Gruppenzweiter aus.

## Weltmeisterschaftsresultate

### BDO-Junioren
- 1986: Viertelfinale (0:2-Niederlage gegen  Mark Day)